# Paul Collins (attore)
Paul Collins (Londra, 25 luglio 1936) è un attore britannico.

## Filmografia parziale

### Cinema
- L'amore che ti ho dato (Woman to Woman), regia di Maclean Rogers (1947)
- Il ritorno di Lassie (Challenge to Lassie), regia di Richard Thorpe (1949) - non accreditato
- Viva Robin Hood (Rogues of Sherwood Forest), regia di Gordon Douglas (1950) - non accreditato
- Kim, regia di Victor Saville (1950) - non accreditato
- La dinastia dell'odio (Lorna Doone), regia di Phil Karlson (1951) - non accreditato
- Merletto di mezzanotte (Midnight Lace), regia di David Miller (1960) - non accreditato
- Senza traccia (Without a Trace), regia di Stanley R. Jaffe (1983)
- Bebè mania (Funny About Love), regia di Leonard Nimoy (1991)
- Indiziato di reato - Guilty by Suspicion (Guilty by Suspicion), regia di Irwin Winkler (1991)
- Bella, bionda... e dice sempre sì (The Marrying Man), regia di Jerry Rees (1991)
- Senza difesa (Defenseless), regia di Martin Campbell (1991)
- Dave - Presidente per un giorno (Dave), regia di Ivan Reitman (1993)
- Decisione critica (Executive Decision), regia di Stuart Baird (1996)
- Mamma torno a casa (Mother), regia di Albert Brooks (1996)
- Dead Man on Campus, regia di Alan Cohn (1998)
- In trappola (Captured), regia di Peter Liapis (1998)
- Instinct - Istinto primordiale (Instinct), regia di Jon Turteltaub (1999)
- La stirpe (The Breed), regia di Michael Oblowitz (2001)
- Ragazze nel pallone - La rivincita (Bring It On Again), regia di Damon Santostefano (2004)
- Ideal, regia di Michael Paxton (2004)
- xXx 2: The Next Level (xXx: State of the Union), regia di Lee Tamahori (2005)
- Art School Confidential - I segreti della scuola d'arte (Art School Confidential), regia di Terry Zwigoff (2006)
- Un'impresa da Dio (Evan Almighty), regia di Tom Shadyac (2007)
- Montana Amazon, regia di Deborah Brock (2012)
- Praise and Blame, regia di Shane Book - cortometraggio (2018)

#### Televisione
- Surfside 6 – serie TV, episodio 1x15 (1961)
- Matlock – serie TV, 1 episodio (1989)
- Il segreto (Secrets), regia di Peter H. Hunt – film TV (1992)
- E.R. - Medici in prima linea (ER) – serie TV, 3 episodi (1993-1995)
- JAG - Avvocati in divisa (JAG) – serie TV, 31 episodi (1995-2002)
- Profiler - Intuizioni mortali (Profiler) – serie TV, 3 episodi (1997-1998)
- Beverly Hills 90210 – serie TV, 1 episodio (1997)
- A Natale tutto è possibile (A Season for Miracles), regia di Michael Pressman – film TV (1999)
- West Wing - Tutti gli uomini del Presidente (The West Wing) – serie TV, 1 episodio (2005)
- Sentieri (Guiding Light) – soap opera, 1 episodio (2007)

### Doppiatore
- Le avventure di Peter Pan (1953)
- Metal Gear Solid 3: Snake Eater (2004)

## Doppiatori italiani
Nelle versioni in italiano delle opere in cui ha recitato, Michael Laskin è stato doppiato da:
- Diego Reggente in Star Trek: Deep Space Nine
- Raffaele Fallica in Ally McBeal
- Sergio Di Giulio in Scrubs - Medici ai primi ferri
- Carlo Reali in Sons of Anarchy (ep. 3x10-11)
- Pieraldo Ferrante in Sons of Anarchy (ep. 6x05-06)
- Silvio Anselmo in The Good Wife
- Manfredi Aliquò in Show Me a Hero